# Molophilus (Molophilus) albocostalis
Molophilus (Molophilus) albocostalis is een tweevleugelige uit de familie steltmuggen (Limoniidae). De soort komt voor in het Oriëntaals gebied.